# Wadąg (jezioro)
Wadąg – jezioro w północno-wschodniej Polsce, położone w województwie warmińsko-mazurskim o powierzchni około 500 ha. Wypływa z niego rzeka Wadąg.
Jezioro typu sielawowego o powierzchni 494 ha i głębokości 35 m, położone wśród pól i lasów Pojezierza Olsztyńskiego. Jezioro składa się z trzech akwenów połączonych otwartym plosem. W północnym brzegu wschodniego akwenu wpływa do jeziora rzeka Pisa i potok Orzechowo. Na końcu basenu południowego z jeziora wypływa rzeka Wadąg, a wpływa potok Kośnika. Na powierzchni jeziora znajdują się trzy wyspy. Największa o powierzchni 3 ha znajduje się w środkowej części jeziora, druga około 0,5 ha u wejścia do basenu zachodniego; trzecia najmniejsza wysepka w środkowej części plosa przy północnym brzegu. Brzegi wysokie i strome otoczone są polami i lasami. Nad jeziorem usytuowane są następujące wsie: Słupy, Barczewko, Szypry, Myki. Dojazd z Olsztyna w kierunku północnym do miejscowości Słupy lub Myki.
Żyją tu sumy – olbrzymy o długości ciała powyżej 2 m i wadze przekraczające 40 kg. Trzeci co do wielkości złapany sum w Polsce to właśnie tutaj. Jezioro to jest rybne gł. sandacz, leszcz, szczupak, węgorz. Nie poleca się tego akwenu do kąpieli.
Nazwę Wadąg wprowadzono urzędowo w 1949 roku, zastępując poprzednią niemiecką nazwę jeziora – Wadang See.